# Métro léger Hudson-Bergen
 (janvier 2022).
Le Métro léger Hudson-Bergen (ou Hudson-Bergen Light Rail (HBLR)) est le réseau de métro léger circulant dans les villes de Bayonne, Jersey City, Hoboken, Weehawken, Union City, et North Bergen, dans l'État du New Jersey aux États-Unis, en banlieue new-yorkaise. Il appartient et est géré par le New Jersey Transit.

## Histoire
- 22 avril 2000: 34th Street / West Side Avenue - Liberty State Park - Exchange Place, avec 12,3 km et 12 stations
- 19 novembre 2000: Exchange Place - Pavonia-Newport, avec 1,6 km et 3 stations
- 29 septembre 2002: Pavonia-Newport - Hoboken Terminal, avec 1,9 km et 1 station
- 15 novembre 2003: 34th Street - 22nd Street, avec 1,5 km et 1 station
- 7 septembre 2004: Hoboken Terminal - Lincoln Harbor, avec 3,5 km et 3 stations
- 25 février 2006: Lincoln Harbor - Tonnelle Avenue, avec 4,7 km et 3 stations. La station Port Imperial a ouvert le 29 octobre 2005 pour le service des week-ends seulement jusqu'à ce que la ligne soit prolongée jusqu'à la station Tonnelle Avenue.

## Lignes
Les trois lignes du Hudson-Bergen Light Rail:
- 22nd Street (Bayonne) — Hoboken Terminal
- West Side Avenue (Jersey City) — Tonnelle Avenue (North Bergen)
- Hoboken Terminal — Tonnelle Avenue (North Bergen)

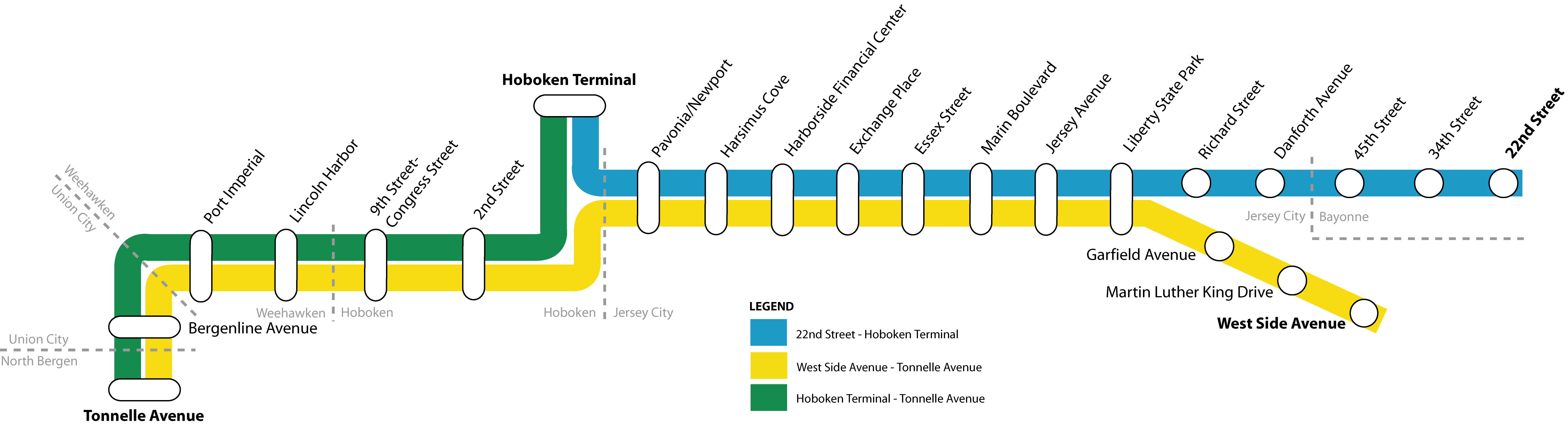
Carte du Hudson-Bergen Light Rail